# National Savings and Credit Bank of Zambia
National Savings and Credit Bank of Zambia, auch NSCB oder NatSave, ist eine Bank in Sambia. Ihr Sitz ist das NSCB-Gebäude in der Cairo Road in Lusaka.
NSCB ist ein 100 Prozent staatliches Unternehmen, untersteht direkt dem Finanzminister und gründet auf dem National Savings and Credit Act (Nr. 24, Kapitel 5 der sambischen Gesetze). Sie ist die größte Bank Sambias und unterhält Filialen im ganzen Land, wenn auch alles andere als flächendeckend.
NSCB wurde mit einem sozialen Mandat gegründet und hat das Ziel, überall in Sambia, besonders in ländlichen Gebieten Bankendienste zu vernünftigen Preisen anzubieten. Tatsächlich ist die NSCB für die überwältigende Mehrheit der Sambier der einzige Zugang zu Zahlungsverkehr, Krediten und Konten. Umgekehrt ist die NSCB für die Regierung die einzige Möglichkeit, die Guthaben ihrer Bürger als Investitionskapital zu mobilisieren.
Von der ebenfalls staatlich dominierten Zambia National Commercial Bank unterscheidet sich die NSCB vor allem im Kundenstamm und im Geschäftsfeld. ZNCB ist vor allem eine Geschäftsbank, NSCB vor allem eine Giralbank.
Seit kurzer Zeit werden verstärkt Mikrokredite angeboten, also Kredite für Menschen, die bisher an solche nicht kommen konnten, weil sie zu arm und auch zu einfach waren.